# Музей вторсировини
Музей є одним із найдивніших музеїв Києва. Він розташований на території заводу з переробки вторсировини «Київміськвторресурси». Це підприємство здійснює заготівлю, первинну обробку та переробку паперових, полімерних, текстильних, гумових й скляних відходів вторинної сировини, а також здійснює заготівлю металобрухту кольорових та чорних металів. Цей музей називають музеєм антикваріату, вторсировини або «музеєм непотрібних речей».

## Історія

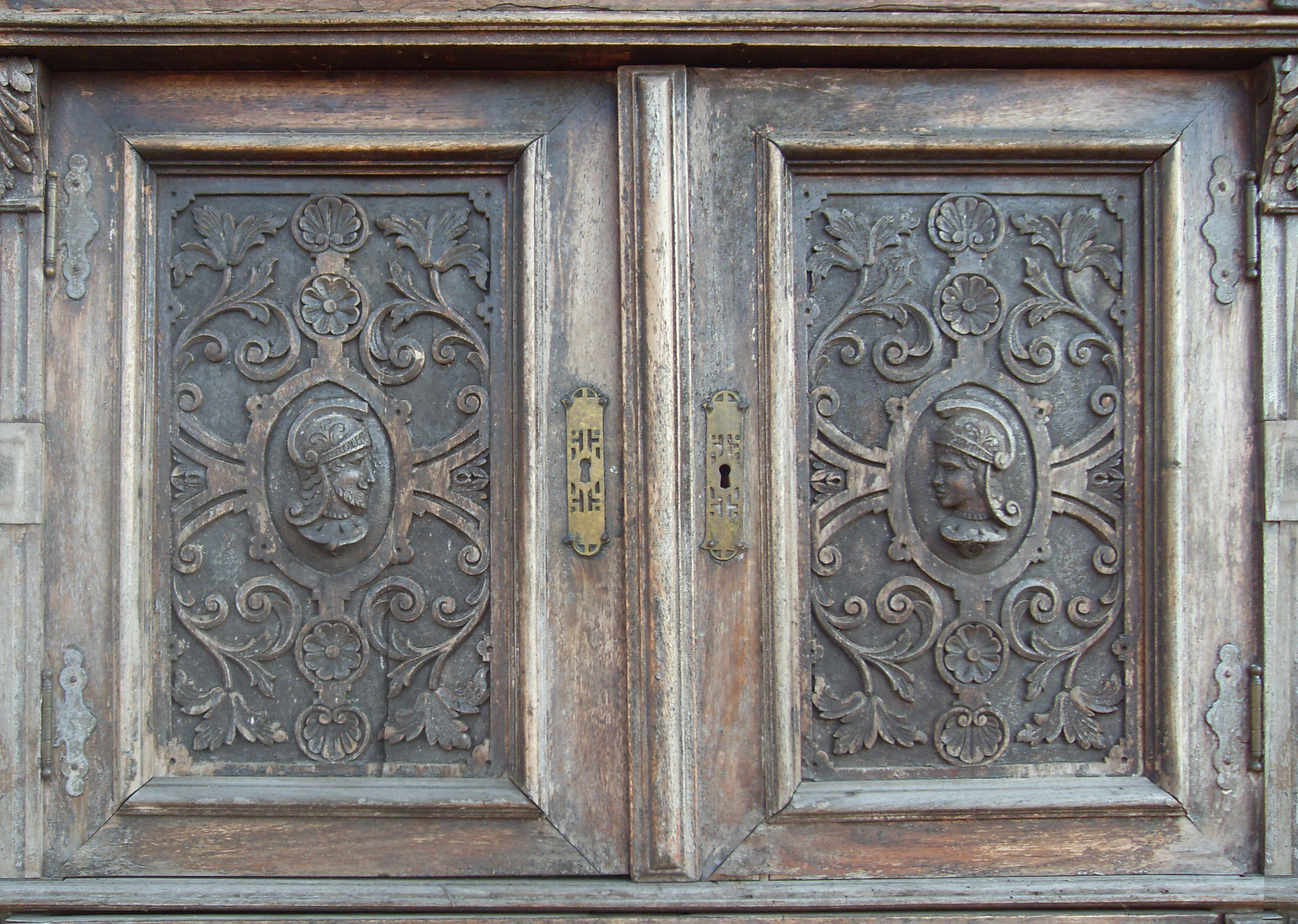
Елемент декору шафи з музею

Колекція нинішнього музею почала формуватися з 1943 року — моменту заснування заводу. Трохи пізніше люди, дізнавшись, що на заводі приймають старовинні предмети, стали зносити їх саме сюди. Багато хто відзначає, що виник музей буквально зі звалища. Десятиліттями люди здавали у вторсировину, на їх погляд, непотрібні речі, які нині перетворилися на безцінні реліквії. Непотрібні предмети побуту працівники музею перетворюють на музейні експонати. У колекції зібрано безліч екзотичних та антикварних речей, багатьом з яких понад 200 років.
Офіційне відкриття музею відбулося 11 вересня 2007 року.

## Експозиції

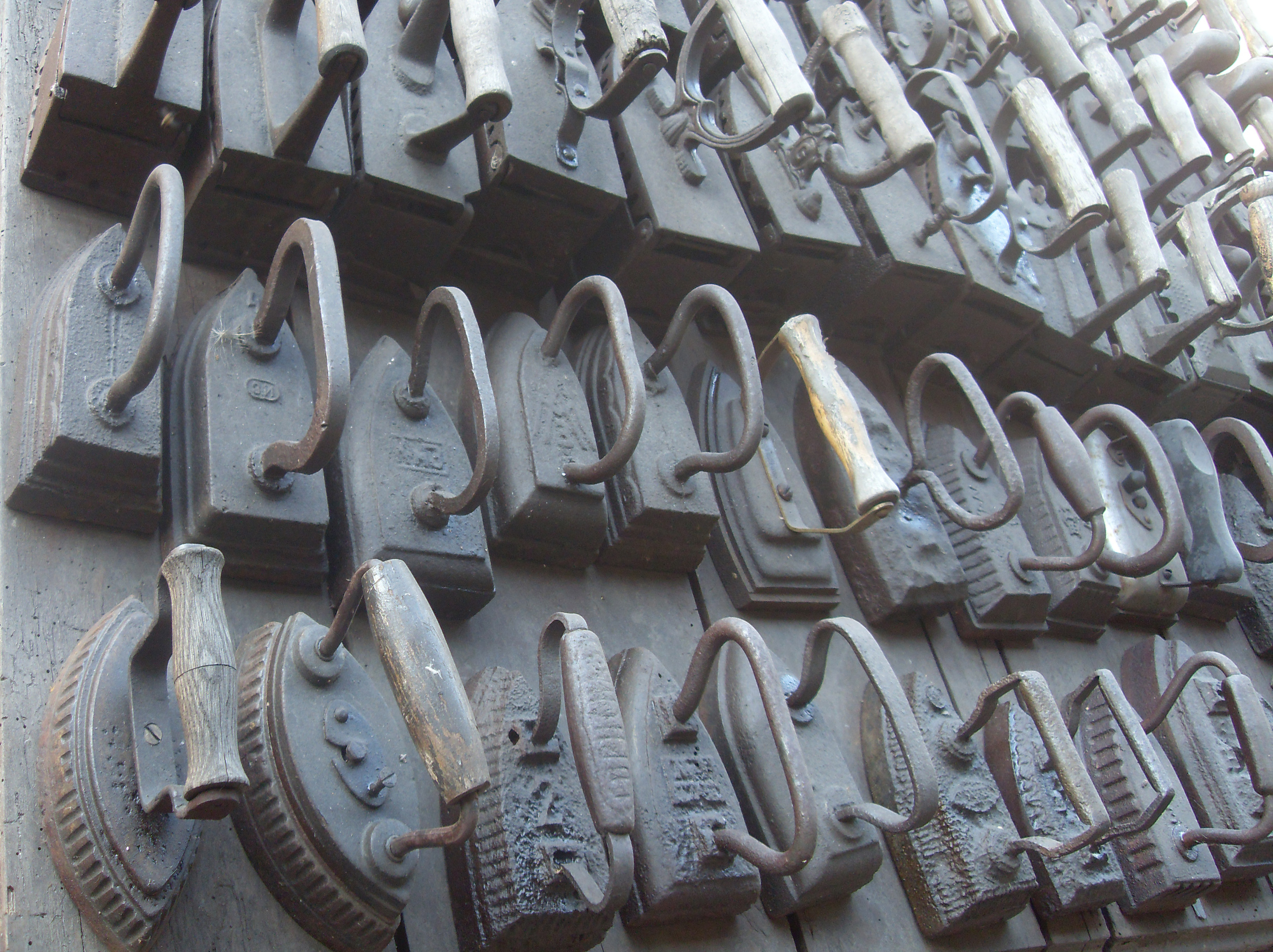
Колекція прасок

Одна з експозицій музею просто неба

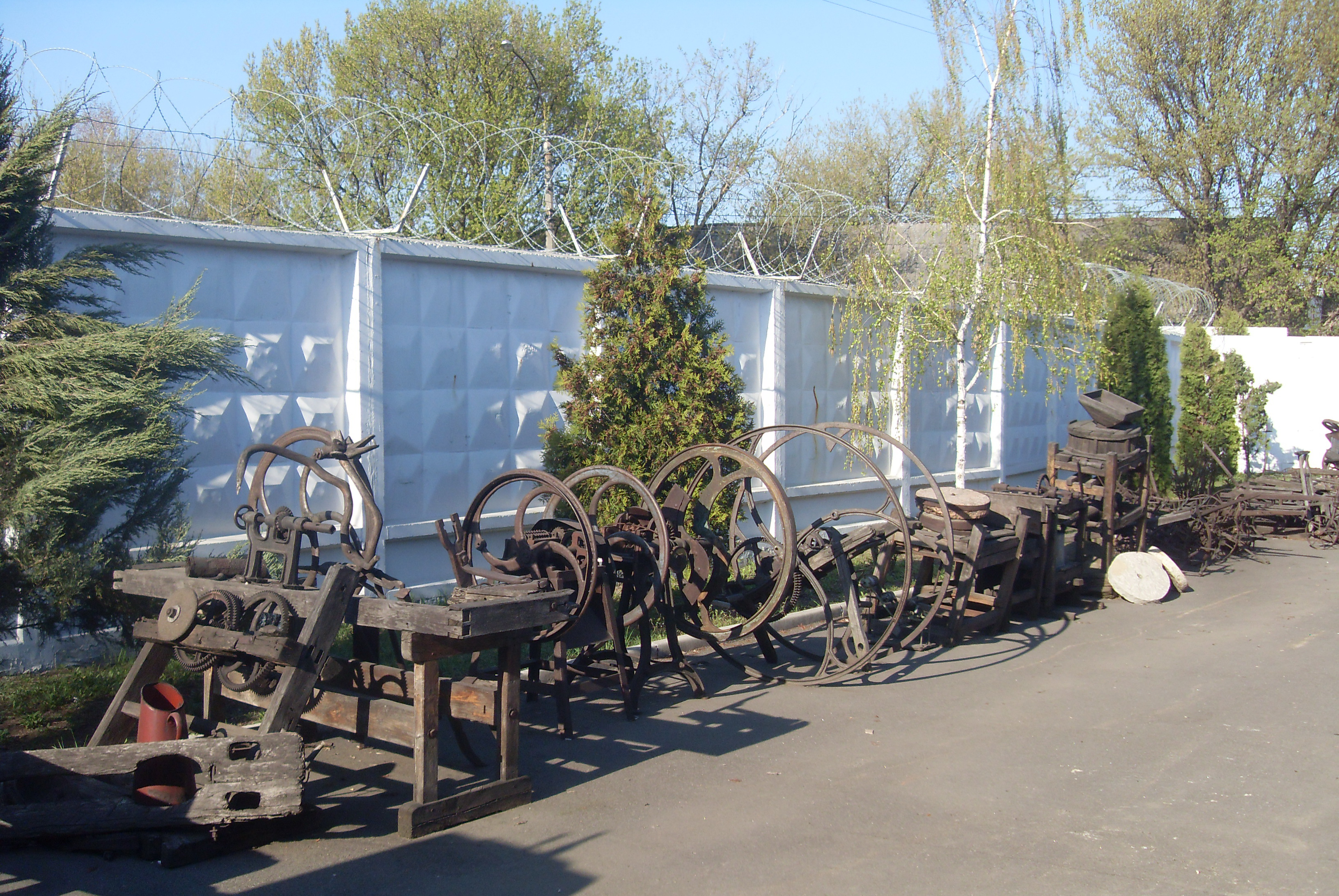
Одна з експозицій музею просто неба

У музеї вторсировини дві експозиції: одна на території заводу, під дахом, а частина — просто неба. Найбільші експонати розміщені на вулиці, під навісом, а основна частина розмістилася в дерев'яному будиночку. Серед музейних експонатів можна знайти дореволюційний патефон, старовинний самовар з чоботом, комплект інструментів для катувань царської жандармерії, старовинні сани — «гринджоли», верстат для переробки коноплі. Є в колекції музею й прототип сучасних ходунків — найпростіше пристосування з дерева та лози, за допомогою якого вчилися ходити діти в XVIII столітті, також в експозиції представлено довоєнний дитячий візок й старовинну ляльку. Є також багато раритетних речей, як наприклад, перший в Російській імперії пилосос, різноманітні радіоприймачі та фотоапарати, всілякі лампи, ліхтарі, праски, раритетний атлас Куби.
Радянській тематиці присвячений цілий стенд, на якому близько 40 різних фігур Леніна, а у дворі заводу встановлено 7-метрову статую Леніна, привезену з Криму, є Книга пошани з іменами переможців у соціалістичному змаганні колективу підприємства.
Інструментарій представлено старими сільськими возами, дерев'яними плугами, старовинними столярними інструментами. Є в музеї статуетка найсильнішої у світі людини — Івана Піддубного 1905 року виготовлення, снаряди та ядра часів Першої світової війни.
Ще одна цікава експозиція музею — старовинна перукарня. У спеціальному чемоданчику — перші залізні бігуді-ножиці, перший пристрій для гоління — бритва, перший металевий фен німецького виробництва. Є в музеї вторсировини навіть стародавні ікони, які звозили сюди з усієї України. Співробітники музею стверджують, що було кілька спроб викупити ікони, але їх не продали.
Для відвідування музею потрібно пеопередньо записатися.

## Додаткова інформація
Музей працює щоденно з 9-00 до 18-00, вихідні — субота, неділя.
Найближча станція метро — Лівобережна.